# Incêndio (crime)

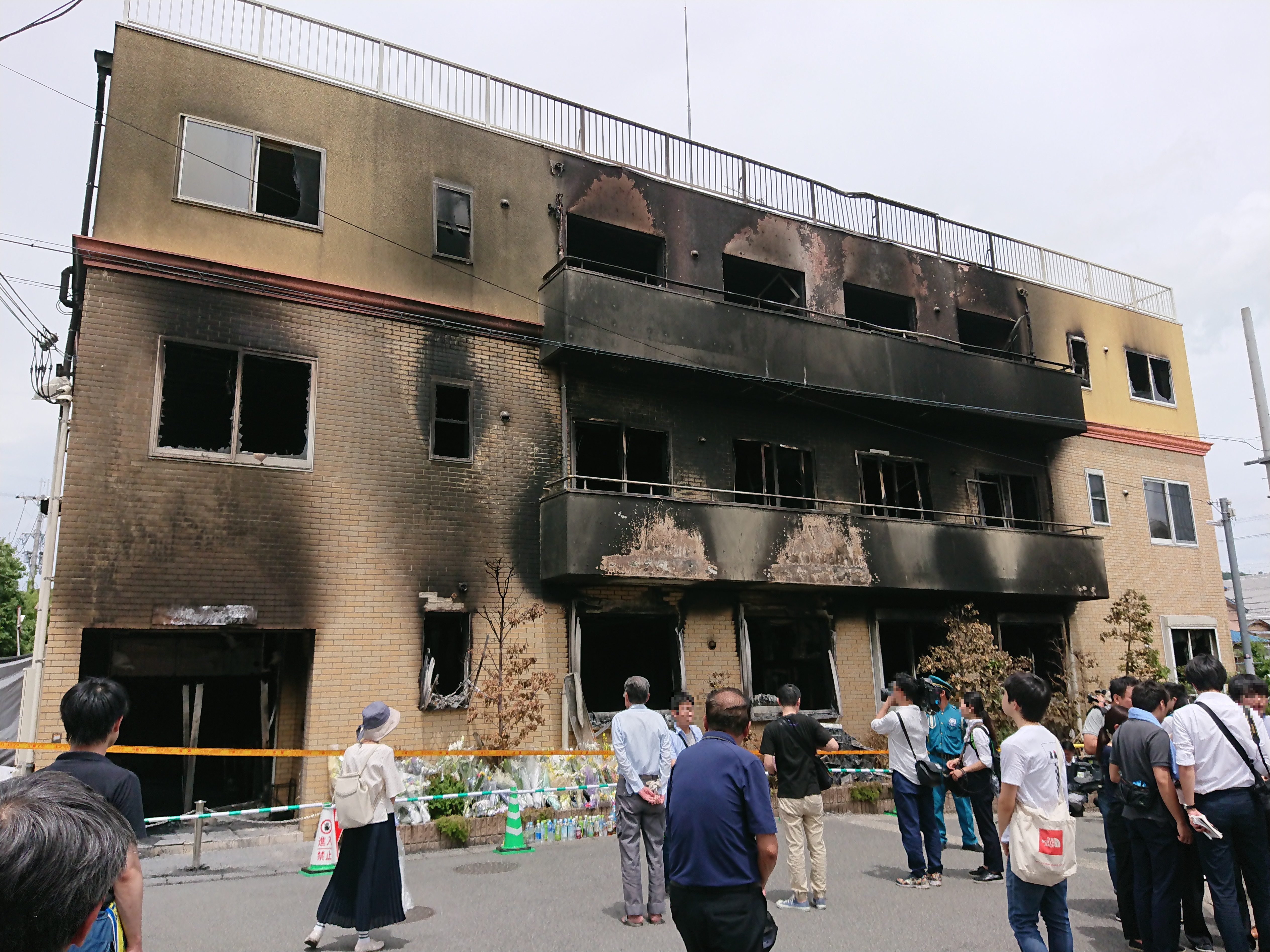
Estúdio 1 da Kyoto Animation após ser queimado por um incendiário

O incêndio criminoso é o ato de, intencional e deliberadamente, atear fogo ou queimar uma propriedade. Embora o ato de incêndio criminoso geralmente envolver edifícios, o termo também pode se referir à queima intencional de outras coisas, como veículos automotores, embarcações ou florestas. O crime é tipicamente classificado como um delito grave, com instâncias que envolvem risco à vida humana ou à propriedade, acarretando uma penalidade mais severa. Incêndio criminoso que resulta em morte pode ser ainda mais processado como homicídio culposo ou doloso. Um motivo comum para o incêndio criminoso é cometer fraude de seguro. Em tais casos, uma pessoa destrói sua própria propriedade queimando-a e depois mente sobre a causa para receber o pagamento do seguro.
Uma pessoa que comete incêndio criminoso é chamada de incendiário, ou incendiário em série se a pessoa tiver cometido incêndio várias vezes. Os incendiários normalmente usam um acelerante (como gasolina ou querosene) para acender, propagar e direcionar os incêndios, e a detecção e identificação de resíduos de líquidos inflamáveis é uma parte importante das investigações de incêndio. A piromania é um transtorno de controle de impulsos caracterizado pela colocação patológica de incêndios. A maioria dos atos de incêndio criminoso não são cometidos por piromaníacos.

## Penas

### No Brasil
A pena deste crime no brasil varia de 3 a 6 anos de prisão, sendo acrescentados os seguintes agravantes:
§ 1º - As penas aumentam-se de um terço:
       I - Se o crime é cometido com intuito de obter vantagem pecuniária em proveito próprio ou alheio;
       II - Se o incêndio é:
       a) Em casa habitada ou destinada a habitação;
       b) Em edifício público ou destinado a uso público ou a obra de assistência social ou de cultura;
       c) Em embarcação, aeronave, comboio ou veículo de transporte coletivo;
       d) Em estação ferroviária ou aeródromo;
       e) Em estaleiro, fábrica ou oficina;
       f) Em depósito de explosivo, combustível ou inflamável;
       g) Em poço petrolífero ou galeria de mineração;
h) em lavoura, pastagem, mata ou floresta.
       Se o incêndio for culposo

       § 2º - Se culposo o incêndio, é pena de detenção, de seis meses a dois anos.

### Em Portugal
Em Portugal o crime é englobado por um artigo mais generalista, que trata também sobre provocar explosões, liberar gases tóxicos, provocar desmoronamento, provocar alagamentos entre outros... A pena varia de 3 a 10 anos para quando comprovado que a ação causou algum dano a algum patrimônio (público ou privado) e/ou expos a vida de alguém (além do próprio autor) em risco. Existem seguintes agravantes:
- 1° - Caso haja mortes, o mesmo também será julgado por assassinato.
- 2° - Caso seja causado por imperícia ou imprudência (culposo), a pena é de 5 anos.[8]

### EmAngola
Como em Portugal, na lei Angolana, o crime se engloba junto a outros crimes como provocar desmoronamento, provocar alagamentos entre outros... A pena para o crime em questão é de 2 a 12 anos de prisão, salvo os seguintes motivos:
- 1° - Se for comprovado que o crime for cometido por imperícia e sem intenção de ferir terceiros (e não ferindo nenhum terceiro), a pena recomendada é de 1 ano.
- 2° - Se for comprovado que o crime foi cometido por imperícia e sem intenção de ferir terceiros, porém ferindo terceiros ou causando danos graves a patrimônios, a pena pode variar de 1 até, no máximo, 5 anos.[9]

### Em Moçambique
Em Moçambique a pena a ser aplicada por quem atear fogo em mata, patrimônio público ou privado, com ou sem o objetivo de ferir alguém varia de 1 a 5 anos de prisão mais uma multa de 1 ano. Existem exceções a pena:
- 1° - Se não houver riscos a vida ou integridade física de outras pessoas, a pena é limitada a 2 anos
- 2° - Caso o motivo da queimada tenha sido para preparo de plantação e cultivo de terras, e a terra for de uma propriedade privada, e o fogo não atingir outra área além da área para cultivo, nenhuma pena pode ser aplicada.[10]

## Eventos envolvendo o crime

### Gran Circus Norte-Americano
O ataque ao Gran Circus Norte-Americano foi um incêndio criminoso cometido no Brasil no ano de 1961, foi um crime cujo objetivo do suspeito era principalmente causar danos materiais, que porém acabou resultando na morte de 503 pessoas e acabou ferindo mais de 800. O suspeito foi preso e julgado sob o artigo 250 do código penal brasileiro, porém acabou sendo morto a tiros antes de terminar sua pena. O ataque ao Grand Circus Norte-Americano é considerado o maior incêndio criminoso do Brasil.

### Incêndio na Chapada dos Veadeiros
O incêndio na Chapada dos Veadeiros foi um incêndio florestal criminoso provocado por humanos, cerca de 64 mil quilômetros quadrados de área foram queimados, os bombeiros e a polícia militar não acharam culpados e ninguém foi condenado pelo crime.

### Massacre de Janaúba
O massacre de Janaúba foi um incêndio criminoso provocado por um vigilante de uma creche, o crime que ocorreu em 2017 em Janaúba aconteceu quando o homem que trabalhava na escola, invadiu o lugar e ateou fogo em professoras e crianças, no massacre foram mortas 14 pessoas e mais de 30 ficaram feridas, o autor não foi julgado pelo crime pois também faleceu no incêndio.

### Incêndio no Parque Estadual do Rio Doce
O incêndio no Parque Estadual do Rio Doce foi um incêndio florestal criminoso provocado por humanos que acabou causando 12 mortes e 1 ferido, e queimados 9000 hectares de terra. A suspeita foi que o incêndio começou quando fazendeiros tentaram abrir área para plantação, mas pelo período de seca, o fogo se alastrou sem controle. O culpado pelo incêndio nunca foi encontrado.